# Нигде (ил)
Ни́где (тур. Niğde — произносится «нийдэ́») — ил на юге Турции.

## Название
Название Нигде восходит к названию города в античные времена Накита (Нахита), которое, в свою очередь, происходит от хеттского названия na-hi-ti-ia, впервые упомянутого в надписи лувийского царя Саруаниса. По другим источникам, восходит к эпитету Анахи́та («незапятнанная») древнеиранской богини воды и плодородия Ардви.

## География
Ил Нигде граничит с илом Кайсери на востоке, Мерсин на юге, Адана на юго-востоке, Аксарай на западе, Невшехир на севере, Конья на юго-западе.
Провинция Нигде с трех сторон окружена горным хребтом Тавр с горой Хасан и рекой Мелендиз. На западе простирается равнина Эмена с плодородной почвой, благодаря которой в провинции Нигде развитое сельское хозяйство, прежде всего производство яблок и картофеля.
Климат сухой и холодный, со снегом и холодным северным ветром зимой и практически без осадков летом.

## История
Территория заселена с 8000—6700 годов до н. э. (неолитическое поселение Тепечик-Чифтлик (tr:Tepecik – Çiftlik Höyüğü)). Позднее здесь поселились хетты приблизительно в 1000—800 году до н. э.
Затем сюда пришли ассирийцы, фригийцы, греки, персы, Александр Македонский и византийцы, построившие город Тьяна с дворцами и фонтанами.
Византийское господство продолжалось до завоевания провинции в 1166 году сельджуками. До начала XIII века Нигде был одним из крупнейших городов Анатолии, к этому периоду относится впечатляющее количество мечетей и усыпальниц. С 1471 года эта территория принадлежала Османской империи, и с 1920 года — республике Турция.

## Население
Население — 348 081 жителей (2009). Административный центр — город Нигде, в нём проживает более 100 тысяч жителей.

## Административное деление
Ил Нигде делится на 6 районов:
1. Алтунхисар (Altunhisar)
2. Бор (Bor)
3. Чамарды (Çamardı)
4. Чифтлик (Çiftlik)
5. Нигде (Niğde)
6. Улукышла (Ulukışla)

## Экономика
Нигде занимает выгодную экономическую позицию благодаря соседству с процветающими провинциями Конья в Центральной Анатолии и Адана на Средиземном море. Поблизости находятся аэропорты Кайсери и Невшехира, и проходят туристические маршруты.
Наиболее развито сельское хозяйство: выращиваются яблоки, картофель, капуста, зерновые, свекла. Население занято также в молочной и мясоперерабатывающей промышленности, пчеловодстве и рыболовстве.

## Достопримечательности
Горы Аладаг и Болкар в Таурусе зимой являются известными горнолыжными курортами, а летом — велосипедными и альпинистскими маршрутами. По Аладагу проходят самые излюбленные альпинистские трассы, начинающиеся из деревень Демирказык и Чукурбаг. На Болкаре находятся 7-километровая горнолыжная трасса, озеро в кратере вулкана, а весной гора усыпана цветами.
В провинции Нигде расположено множество старинных церквей, мечетей и подземных городов, среди них:
- подземный город Конаклы;
- античный город Тьяна;
- римский водопровод в районе Бор;
- церковь Андавал;
- монастырь Гюмюшлер;
- крепость Нигде;
- Большие мечети Аксарай-Ибор;
- медресе Ак, медресе Зинджирие;
- мечети: Алаеддин, Сунгур Бек, Ханым, Паша и Шейх-Ильяс, Дыш-Джами, Сары, Шах;
- большой крытый базар Нигде;
- постоялые дворы: Алай, Султан, Агзы Кара и Окюз Мехмед паша;
- келья Хюдавенд-Хатуна;
- усыпальница Гюндогду.

А также:
- музей города Нигде;
- долина Ихлара;
- горячие минеральные источники Гюзельюрт, Чифтехан и Зига;
- водопой Ихлара;
- барельеф Гёкбез.